# Halbmarathon-Weltmeisterschaften 2012
Die 20. Halbmarathon-Weltmeisterschaften (offiziell: 20th IAAF World Half Marathon Championships) wurden am 6. Oktober 2012 in Kawarna ausgetragen. Der Council des Weltleichtathletikverbandes (IAAF) hatte die Veranstaltung im August 2010 während seiner Sitzung in Kiew an die bulgarische Küstenstadt vergeben. Damit fanden zum ersten Mal Halbmarathon-Weltmeisterschaften in Bulgarien statt.

## Ergebnisse

### Männer

#### Einzelwertung
| Platz | Athlet               | Land | Zeit (h) |
| ----- | -------------------- | ---- | -------- |
| 1     | Zersenay Tadese      | ERI  | 1:00:19  |
| 2     | Deressa Chimsa       | ETH  | 1:00:51  |
| 3     | John Nzau Mwangangi  | KEN  | 1:01:01  |
| 4     | Pius Maiyo Kirop     | KEN  | 1:01:11  |
| 5     | Stephen Kosgei Kibet | KEN  | 1:01:40  |
| 6     | Eliud Kipchoge       | KEN  | 1:01:52  |
| 7     | Jackson Kiprop       | UGA  | 1:02:05  |
| 8     | Stephen Mokoka       | RSA  | 1:02:06  |

Von 86 Startern erreichten 78 das Ziel. 

#### Teamwertung
| Platz | Land und Athleten                                                              | Zeit (h)                        |
| ----- | ------------------------------------------------------------------------------ | ------------------------------- |
| 1     | Kenia John Nzau Mwangangi (3.) Pius Maiyo Kirop (4.) Stephen Kosgei Kibet (5.) | 3:03:52 1:01:01 1:01:11 1:01:40 |
| 2     | Eritrea Zersenay Tadese (1.) Tewelde Estifanos (9.) Kiflom Sium (10.)          | 3:04:41 1:00:19 1:02:10 1:02:12 |
| 3     | Äthiopien Deressa Chimsa (2.) Belay Assefa (11.) Habtamu Assefa (16.)          | 3:05:43 1:00:51 1:02:17 1:02:35 |

Insgesamt wurden 13 Teams gewertet.

### Frauen

#### Einzelwertung
| Platz | Athletin                    | Land | Zeit (h) |
| ----- | --------------------------- | ---- | -------- |
| 1     | Meseret Hailu               | ETH  | 1:08:55  |
| 2     | Feyse Tadese                | ETH  | 1:08:56  |
| 3     | Paskalia Chepkorir Kipkoech | KEN  | 1:09:04  |
| 4     | Lydia Cheromei              | KEN  | 1:09:13  |
| 5     | Emebt Etea                  | ETH  | 1:10:01  |
| 6     | Pauline Njeri Kahenya       | KEN  | 1:10:22  |
| 7     | Gemma Steel                 | GBR  | 1:11:09  |
| 8     | Tomomi Tanaka               | JPN  | 1:11:09  |

Von 61 gemeldeten Athletinnen gingen 60 an den Start und erreichten 59 das Ziel. Sabrina Mockenhaupt (GER) wurde Elfte in 1:12:04.

#### Teamwertung
| Platz | Land und Athletinnen                                                                  | Zeit (h)                        |
| ----- | ------------------------------------------------------------------------------------- | ------------------------------- |
| 1     | Äthiopien Meseret Hailu (1.) Feyse Tadese (2.) Emebt Etea (5.)                        | 3:27:52 1:08:55 1:08:56 1:10:01 |
| 2     | Kenia Paskalia Chepkorir Kipkoech (3.) Lydia Cheromei (4.) Pauline Njeri Kahenya (6.) | 3:28:39 1:09:04 1:09:13 1:10:22 |
| 3     | Japan Tomomi Tanaka (8.) Mai Itō (9.) Asami Katō (12.)                                | 3:34:45 1:11:09 1:11:25 1:12:11 |

Insgesamt wurden neun Teams gewertet.